# Chalcopsitta atra
Il lori nero (Chalcopsitta atra Scopoli, 1786) è un uccello della famiglia degli Psittaculidi.

## Descrizione
La colorazione base è un nero-blu lucente con sfumature rossastre su fronte, guance, spalle e di colore giallo rossastro sul sottocoda; ha taglia attorno ai 32 cm; iride arancio negli adulti, bruna nei giovani; becco e zampe nere.

## Tassonomia
Ci sono 3 sottospecie classificate:
- C. a. atra (Scopoli, 1786) , sottospecie nominale, dal colore nero-blu quasi omogeneo, comparendo soltanto le sfumature di colore rosso giallastro sulla coda[3];
- C. a. bernsteini Rosemberg, 1861, che presenta qualche sfumatura rossastra in più[3];
- C. a. insignis Oustalet, 1878, che presenta la maggiore soffusione di rosso, sul capo, sul petto, sulle ali[3];

## Distribuzione e habitat
Abita un vasto areale che comprende la parte occidentale della Nuova Guinea con la sottospecie nominale e con la sottospecie C. a. spectabilis che è localizzata nella penisola di Mamberiok; le isole Batanta e Salawati (C. a. atra), l'isola di Misool (C. a. bernsteini) e l'isola di Amberpon (C. a. insignis). È considerato abbastanza comune nelle zone di diffusione, anche se la reale consistenza numerica delle popolazioni non è nota. In cattività non è diffusissimo, tuttavia le coppie presenti riproducono con una certa facilità.

## Biologia
Il suo ambiente preferito è quello ai margini delle foreste secondarie e quello delle praterie costellate di grandi alberi isolati e ancora le piantagioni di eucalipto e di palma da cocco. Si muove in grandi stormi, spesso in associazione con Sturnidi di diverse specie, emettendo senza sosta il suo acuto richiamo.